# Dominio C1
El dominio C1 (también conocido como dominio de unión de ésteres de forbol/diacilglicerol) se une a un importante segundo mensajero como diacilglicerol (DAG), así como a los análogos ésteres de forbol. Estos últimos pueden estimular directamente la proteína quinasa C, (PKC), concretamente a la región N-terminal de la PKC, conocida como C1.
Los ésteres de forbol (como PMA) son análogos de DAG y potentes promotores tumorales que causan una variedad de cambios fisiológicos, cuando son administrados a células y tejidos. DAG activa a una familia de proteínas quinasas de serina/treonina, conocidas colectivamente como proteína quinasa C (PKC). Los ésteres de forbol pueden estimular directamente a PKC.
La región N-terminal de PKC, conocida como C1, une PMA y DAG de forma dependiente a  fosfolípidos y zinc. La región C1 contiene una o dos copias de un dominio rico en cisteína, el cual es de unos cincuenta residuos de longitud, y que es esencial para la unión de DAG/PMA.
Los dominios de unión a DAG/PMA unen dos iones de zinc; los ligandos de estos iones metálicos son probablemente las seis cisteínas y dos histidinas que se conservan en este dominio.